# Chondrina oligodonta
Chondrina oligodonta is een slakkensoort uit de familie van de Chondrinidae. De wetenschappelijke naam van de soort is voor het eerst geldig gepubliceerd in 1879 door Del Prete.